# HMS Rapp (88)
HMS Rapp (88) är en bevakningsbåt i svenska marinen av Tapper-klass. Hon har nu som första fartyg genomgått en fullständig renovering och halvtidsmodernisering hos Swede Ship Marine, varvid hon fått ny hydrofon från norska Kongsberg, ny radar från amerikanska Northrop Grumman, ny ROV från SAAB SeaEye, ny luftkonditionering samt nya huvudmaskiner från MTU på 2 x 895 KW. Brygghuset har även förlängts bakåt. De övriga fyra bevakningsbåtarna batch 2 kommer att genomgå samma renovering och modernisering, medan de sex båtarna i batch 1 kommer att genomgå en något begränsad renovering och konverteras till spaningsbåtar med hydrofonbojkapacitet. 